# Stan Lee's Superhumans
Stan Lee's Superhumans è un programma televisivo statunitense condotto dal fumettista Stan Lee. Nel programma Lee invia in giro per il mondo il contorsionista Daniel Browning Smith, "l'uomo più flessibile del mondo", affidandogli il compito di osservare e verificare le capacità dei superumani, ossia di quelle persone che hanno capacità fisiche o mentali straordinarie.
Il programma viene trasmesso in prima visione assoluta negli Stati Uniti sul canale televisivo via cavo History a partire dal 5 agosto 2010.
In Italia la prima stagione del programma è stata trasmessa in prima visione su Discovery Channel dal 10 luglio al 28 agosto 2011 e la seconda stagione è stata trasmessa su History dal 10 al 26 luglio 2012. In chiaro il programma va in onda su DMAX a partire dal 15 giugno 2012, ed inoltre alcune puntate sono state trasmesse su Italia 1 nel corso della sesta stagione del programma televisivo Mistero.

## Puntate

### Prima stagione
| nº | Titolo originale       | Titolo italiano                | Prima TV USA      | Prima TV Italia |
| -- | ---------------------- | ------------------------------ | ----------------- | --------------- |
| 1  | Electro Man            | L'uomo elettrico               | 5 agosto 2010     | 10 luglio 2011  |
| 2  | Killer Punch           | Il pugno mortale               | 12 agosto 2010    | 17 luglio 2011  |
| 3  | Hammer Head            | Hammerhead                     | 19 agosto 2010    | 24 luglio 2011  |
| 4  | Human Speed Bump       | Dosso umano                    | 26 agosto 2010    | 31 luglio 2011  |
| 5  | Human Wolf             | L'uomo lupo                    | 9 settembre 2010  | 7 agosto 2011   |
| 6  | Human Crash Test Dummy | Manichino umano per crash test | 16 settembre 2010 | 14 agosto 2011  |
| 7  | Rubber Band Man        | L'uomo elastico                | 23 settembre 2010 | 21 agosto 2011  |
| 8  | Jaw Breaker            | Il divoratore                  | 30 settembre 2010 | 28 agosto 2011  |

### Seconda stagione
| Nº USA | N° ITA | Titolo originale | Titolo italiano           | Prima TV USA     | Prima TV Italia |
| ------ | ------ | ---------------- | ------------------------- | ---------------- | --------------- |
| 1      | 1      | Unbreakable      | L’uomo indistruttibile    | 27 ottobre 2011  | 10 maggio 2012  |
| 2      | 3      | Shark Master     | Il maestro di squali      | 3 novembre 2011  | 17 maggio 2012  |
| 3      |        | Yo Yo Ninja      |                           | 28 febbraio 2013 | 17 maggio 2012  |
| 4      |        | Super Special    |                           | 7 marzo 2013     | 17 maggio 2012  |
| 5      |        | Human Shield     |                           | 14 marzo 2013    | 25 aprile 2017  |
| 6      |        | Steel Face       |                           | 21 marzo 2013    | 25 aprile 2017  |
| 7      | 13     | Spider Power     | Il fabbricante di tela    | 28 marzo 2013    | 26 luglio 2012  |
| 8      | 9      | Beast Masters    | Il signore degli animali  | 21 luglio 2013   | 5 luglio 2012   |
| 9      |        | Rocket Blader    | Il pattinatore a razzo    | 28 luglio 2013   | 5 luglio 2012   |
| 10     |        | Robo Men         |                           | 4 agosto 2013    | 5 luglio 2012   |
| 11     |        | Bird Man         |                           | 18 agosto 2013   | 5 luglio 2012   |
| 12     | 12     | Supersight       | Mister Supervista         | 25 agosto 2013   | 26 luglio 2012  |
| 13     | 4      | Finger of Steel  | L’uomo dal dito d’acciaio | 1 settembre 2013 | 31 maggio 2012  |

### Terza Stagione
| n° | Titolo Originale    | Titolo Italiano      | Prima TV USA      | Prima TV Italia |
| -- | ------------------- | -------------------- | ----------------- | --------------- |
| 1  | Throat of Steel     | Gola d'acciaio       | 13 luglio 2014    |                 |
| 2  | Painproof           |                      | 20 luglio 2014    |                 |
| 3  | Human Fireball      |                      | 30 luglio 2014    |                 |
| 4  | Powerlifting Pastor |                      | 6 agosto 2014     |                 |
| 5  | Fearproof           | Senza paura          | 10 agosto 2014    |                 |
| 6  | Rapid Fire          | Mitragliatrice umana | 20 agosto 2014    |                 |
| 7  | Man vs. Beast       | Poteri sovrumani     | 24 agosto 2014    |                 |
| 8  | High Voltage        | Alta tensione        | 3 settembre 2014  |                 |
| 9  | Disc of Death       |                      | 10 settembre 2014 |                 |
| 10 | Ultimate Super Team |                      | 17 settembre 2014 |                 |